# Hydrobiosis taumata
Hydrobiosis taumata là một loài Trichoptera trong họ Hydrobiosidae. Chúng phân bố ở miền Australasia.